# Hopeman
Hopeman är en ort i Storbritannien.   Den ligger i kommunen Moray och riksdelen Skottland, i den norra delen av landet, 700 km norr om huvudstaden London. Hopeman ligger 28 meter över havet och antalet invånare är 1 675.
Terrängen runt Hopeman är platt. Havet är nära Hopeman åt nordväst. Runt Hopeman är det tätbefolkat, med 319 invånare per kvadratkilometer. Närmaste större samhälle är Elgin, 9,1 km sydost om Hopeman. Trakten runt Hopeman består till största delen av jordbruksmark.